# Kanton Ribérac
Kanton Ribérac (francouzsky Canton de Ribérac) je francouzský kanton v departementu Dordogne v regionu Akvitánie. Tvoří ho 13 obcí.

## Obce kantonu
- Allemans
- Bourg-du-Bost
- Chassaignes
- Comberanche-et-Épeluche
- Petit-Bersac
- Ribérac
- Saint-Martin-de-Ribérac
- Saint-Méard-de-Drône
- Saint-Pardoux-de-Drône
- Saint-Sulpice-de-Roumagnac
- Siorac-de-Ribérac
- Vanxains
- Villetoureix